# 즐라타 오흐네비치
즐라타 레오니디우나 오흐네비치(우크라이나어: Злата Леонідівна Огнєвіч, 본명: 인나 레오니디우나 보르듀흐(우크라이나어: Інна Леонідівна Бордюг), 1986년 1월 12일 ~ )는 우크라이나의 가수이자 전직 정치인이다. 스웨덴 말뫼에서 열린 유로비전 송 콘테스트 2013에서 우크라이나 대표로 참가하여 3위를 차지했다.
2014년에는 급진당 소속 우크라이나 최고 라다 의원으로 선출되었으나 불과 1년도 안 되어서 자신의 목격한 부패에 대한 반대 입장을 표명하면서 사임했다. 2014년 우크라이나 친러시아 분쟁 시기에는 우크라이나 정부군에 대한 지지를 표명했으며 자신이 성장한 크림반도가 러시아에 합병된 이후에는 러시아 시민권을 받아들이지 않을 것이라고 밝혔다.

## 생애 초반
즐라타 오흐네비치는 1986년에 러시아 무르만스크에서 우크라이나인 부모의 딸로 태어났다. 즐라타 오흐네비치는 이탈리아와 세르비아 혈통을 갖고 있는데 어머니는 이탈리아계이고 아버지는 세르비아계이다. 즐라타 오흐네비치의 아버지는 해군 잠수함 부대 소속 군의관으로 근무했고 어머니는 러시아어 문학 교사로 근무했다.
즐라타 오흐네비치는 어린 시절에 크림반도에 위치한 도시인 수다크에서 성장했다. 즐라타 오흐네비치는 18세 시절에 고등 음악 교육을 받기 위하여 키예프로 이주했고 키예프에 위치한 라인홀트 글리에르 음악대학을 졸업했다.
즐라타 오흐네비치는 3년 동안 음악대학에 재학하면서 라이브 밴드와 함께 일하기 시작했고 자신만의 홍보 작업을 시작했다. 즐라타 오흐네비치는 인터뷰에서 자신이 "많은 도시와 나라"에서 살았다고 주장했다.

## 가수 경력

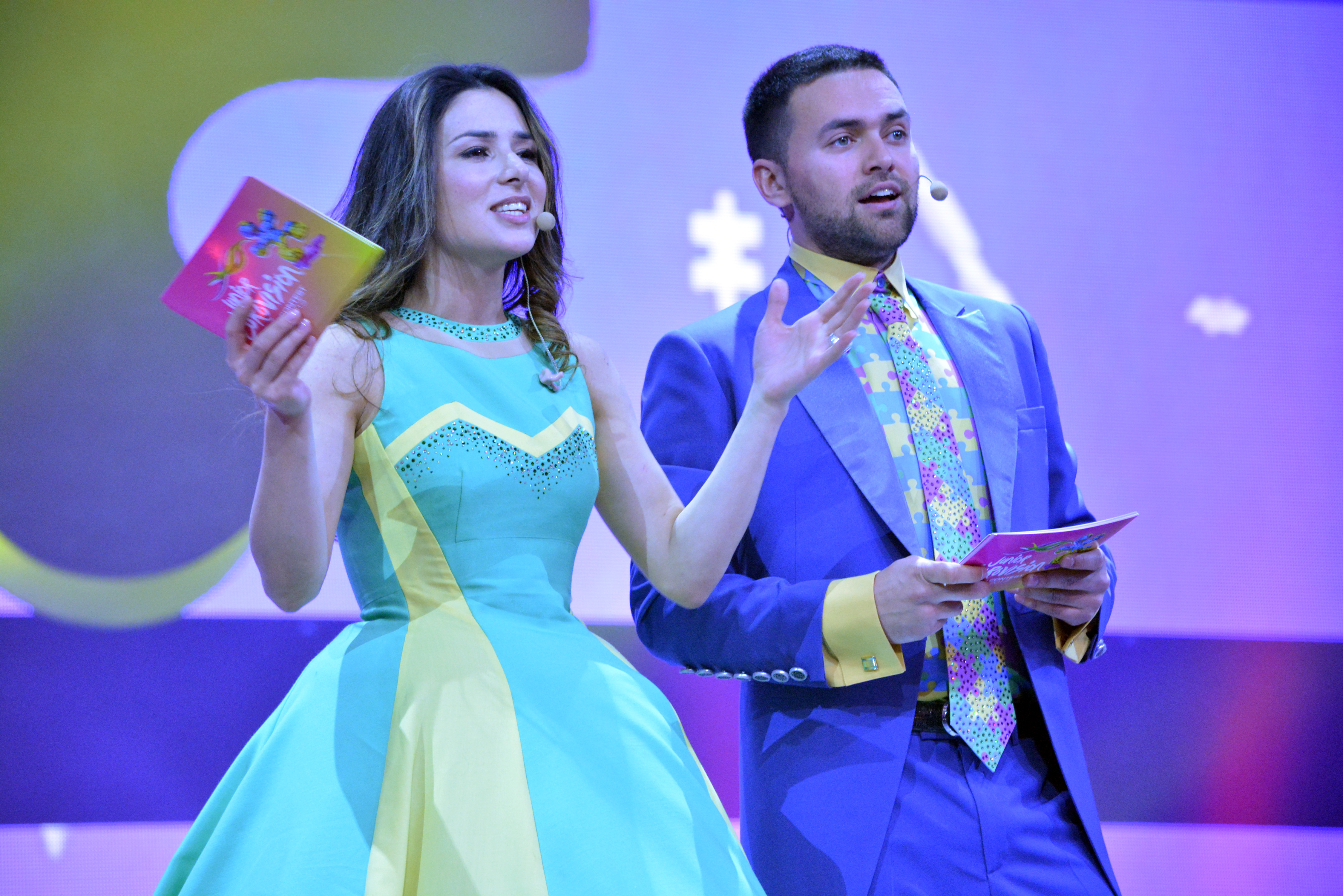
우크라이나 키예프에서 열린 주니어 유로비전 송 콘테스트 2013의 진행자를 맡은 즐라타 오흐네비치와 티무르 미로슈니첸코

즐라타 오흐네비치는 우크라이나군 가무단에서 솔로 가수로 활동했다. 2010년에는 영어 노래 《Tiny Island》를 통해 유로비전 송 콘테스트 2010 우크라이나 예선에서 참가했다. 즐라타 오흐네비치는 2010년 3월 20일에 열린 결승전에서 최종 점수 30점, 최종 순위 5위를 차지하면서 탈락했다.
즐라타 오흐네비치는 2011년에 우크라이나어 노래 《The Kukushka》를 통해 유로비전 송 콘테스트 2011 우크라이나 예선에 참가했으나 2위를 기록하면서 탈락했다. 결승전 투표 절차에 대한 시청자들의 불만에 따라 2011년 3월 3일에 새로운 방식의 결승전이 열릴 예정이었다. 하지만 자말라, 즐라타 오흐네비치가 결승전이 열리기 며칠 전에 기권함에 따라 미카 뉴턴이 우크라이나 대표로 참가하게 되었다.
즐라타 오흐네비치는 2012년에 영어 노래 《Gravity》를 통해 유로비전 송 콘테스트 2013 우크라이나 예선에 참가했다. 즐라타 오흐네비치는 2012년 12월 23일에 열린 결승전에서 심사위원 투표, 전화 투표에서 최다 득표를 기록하여 1위를 차지했고 스웨덴 말뫼에서 열린 유로비전 송 콘테스트 2013에서 우크라이나 대표로 참가했다.
즐라타 오흐네비치는 2013년 5월 14일에 열린 유로비전 송 콘테스트 2013 1차 준결승전에서 140점을 기록하면서 전체 16곡 가운데 3위를 차지하면서 결승전에 진출했다. 즐라타 오흐네비치는 결승전에서 2013년 5월 18일에 열린 유로비전 송 콘테스트 2013 결승전에서 214점을 기록하면서 3위를 차지했는데 아르메니아, 아제르바이잔, 벨라루스, 크로아티아, 몰도바로부터 12점을 받았다.
즐라타 오흐네비치는 2013년 11월 30일에 우크라이나 키예프에서 열린 주니어 유로비전 송 콘테스트 2013에서 티무르 미로슈니첸코와 함께 진행자를 담당했으며 덴마크 코펜하겐에서 열린 유로비전 송 콘테스트 2014에서 우크라이나의 투표 결과를 발표했다. 2014년 8월에는 우크라이나의 국가인 《우크라이나의 영광은 사라지지 않으리》를 자신의 버전으로 발표했다.

## 정치인 활동
즐라타 오흐네비치는 2014년 10월 26일에 실시된 2014년 우크라이나 총선에서 올레흐 랴슈코의 급진당의 무당파 후보로 출마했으며 정당에서는 4순위 후보로 임명되었다. 급진당의 올레흐 랴슈코 대표에 따르면 즐라타 오흐네비치는 "사람들의 상상 속에서 의원이 유쾌하고, 배가 고프고, 늙고, 아프고, 어리석다는 사실을 이해합니다. 저는 의회에서 젊고, 똑똑하고, 아름답기를 원합니다."라고 말했다고 전했다.
급진당이 총선에서 22석을 획득하면서 오흐네비치 또한 우크라이나 최고 라다 의원으로 당선되었다. 즐라타 오흐네비치는 2014년 11월 27일에 최고 라다 의원으로 임명된 이후에 최고 라다에서 문화적 문제, 저작권 문제에 집중했다. 즐라타 오흐네비치는 최고 라다 의원을 역임하던 동안에 최고 라다의 모든 회의 가운데 57%에 출석했다.
즐라타 오흐네비치는 2015년 11월 10일에 최고 라다에 사직서를 제출했다. 즐라타 오흐네비치는 같은 날 사임 연설을 통해 "이제 문화가 없을 때 사람들을 지배하고 조종하는 것이 더 쉽다는 것을 알았습니다. 저는 이러한 상황에서 문화 운동가로서 최고 라다에 도움이되지 않습니다."라고 말했다. 또한 즐라타 오흐네비치는 연설에서 옛날 동료들이 일반 대중이 아닌 로비스트의 이익을 위해 봉사한다고 비난했다.

## 사생활
즐라타 오흐네비치는 2014년 3월에 러시아의 크림반도 합병이 일어난 지 5개월이 지난 이후에 러시아의 크림반도 합병을 "매우 고통스러운 비극"이라고 부르면서 크림반도에 계속 거주하고 있는 자신의 부모가 러시아 시민권을 취득하지 못할 것이라고 말했다.
즐라타 오흐네비치는 2014년 우크라이나 친러시아 분쟁 시기에 우크라이나 출신의 동료 가수인 아나스타시야 프리호디코와 함께 우크라이나 육군 제72근위기계화연단을 위한 자금을 모금했다.

## 음반 목록

### 싱글
- 《Tiny Island》 (2010년)
- 《Pristrast》 (2010년)
- 《The Kukushka》 (2011년)
- 《Gravity》 (2013년)
- 《Za Lisami Gorami》 (2013년)
- 《Ice and Fire (with Eldar Gasimov)》 (2014년)
- 《Za litom, za vesnoyu》 (2016년)
- 《Tantsiuvati》 (2017년)
- 《Do Mene》 (2018년)